# Merløse Herred
Merløse Herred var et herred i Holbæk Amt i Nordvestsjælland. Det er beliggende i amtets sydvestlige hjørne. Mod nord ligger Holbæk Fjord og Tuse Herred, og i syd støder det op til Sorø Amt. Herredet hørte i middelalderen under Sjællands Vestersyssel. Det blev i 1660 lagt til det gamle Holbæk Amt, der ved reformen i 1793 blev lagt sammen med de øvrige herreder i Holbæk Amt.
I herredet ligger købstaden Holbæk og følgende sogne:
- Butterup Sogn
- Kirke Eskilstrup Sogn
- Grandløse Sogn
- Kvanløse Sogn
- Tveje Merløse Sogn
- Niløse Sogn
- Nørre Jernløse Sogn
- Sankt Nikolai Sogn (Ej vist på kort)
- Soderup Sogn
- Stenlille Sogn
- Store Tåstrup Sogn
- Sønder Asmindrup Sogn
- Sønder Jernløse Sogn
- Søndersted Sogn
- Søstrup Sogn
- Tersløse Sogn
- Tølløse Sogn
- Ugerløse Sogn
- Undløse Sogn
- Ågerup Sogn